# Alexander Zuckowski
Alexander „Ali“ Zuckowski (* 19. Dezember 1974 in Hamburg) ist ein deutscher Komponist und Songwriter.

## Leben
Alexander Zuckowski ist der Sohn des Komponisten und Musikproduzenten Rolf Zuckowski. Er war als Kind und in späteren Jahren auf dessen Alben zu hören und außerdem Bassist in der „Rolf Zuckowski Band“. Bevor er sich seiner professionellen Musikkarriere widmete, schloss er ein Biologiestudium ab.
Er schrieb unter anderem Lieder für und mit Joy Denalane, Roger Cicero, Santiano, Annett Louisan, Helene Fischer, Christina Stürmer, Adel Tawil, Ina Müller, Yvonne Catterfeld und Sasha. Er komponierte Durch die schweren Zeiten für Udo Lindenberg, Das Leben ist schön für Sarah Connor sowie 80 Millionen für Max Giesinger.
2010 saß er in der Jury des Deutschen Musikautorenpreises.
Alexander Zuckowski ist einer der Autoren des von Conchita Wurst gesungenen Siegerliedes Rise Like a Phoenix des Eurovision Song Contest 2014.
Seit 2015 ist er als Songwriter und Produzent für Alvaro Soler (El mismo sol, Sofia) tätig, der besonders in Italien, aber auch in Spanien und der Schweiz sowie in den Niederlanden, Belgien und Polen erfolgreich ist.
Zuckowski ist Teil des Leitungsteams von Verso, der Vereinigung von Songwritern im Deutschen Komponist:innenverband. Seit 2023 ist er zudem Mitglied des Aufsichtsrates der GEMA.
Beim Eurovision Song Contest 2025 war er Mitglied und Präsident der deutschen Jury.